# 石川県道53号岩間一里野線
石川県道53号岩間一里野線（いしかわけんどう53ごう いわまいちりのせん）は、石川県白山市尾添地内を通る主要地方道（石川県道）である。

## 概要
国の特別天然記念物に指定されている岩間の噴泉塔群に近接する岩間温泉と麓の尾添（おぞう）集落とを結ぶ。
全区間、手取川上流部の支流の1つである尾添川の上流部・丸石谷や中ノ川に沿った崖地をトラバースするルートである。丸石谷を越える前後の区間にはロックシェッドが設けられているものの、石川県道の中でも険しいルートの1つであり、全区間の93.5％にあたる8.243 kmは未改良である。幅員は両側でも1.5車線程度であり、ところどころ普通自動車でも行き違いが困難な区間が存在する。
起点の岩間温泉から一軒宿（山崎旅館）の新岩間温泉までの区間は舗装されていない。また、一般車両の乗り入れができず、山崎旅館前には常に施錠されたゲートが設置されている。白山などへの登山者は、これより先へは徒歩での移動となる。
なお、沿道には民家がまったくない。また近隣の白山白川郷ホワイトロードや中宮温泉と同様、冬期間は終点のゲートが閉ざされ、全区間往来不能となる。

### 路線データ
- 起点：石川県白山市尾添カ部9番甲番地（岩間温泉）
- 終点：石川県白山市尾添ト部61番3地先（国道360号・白山白川郷ホワイトロード交点）

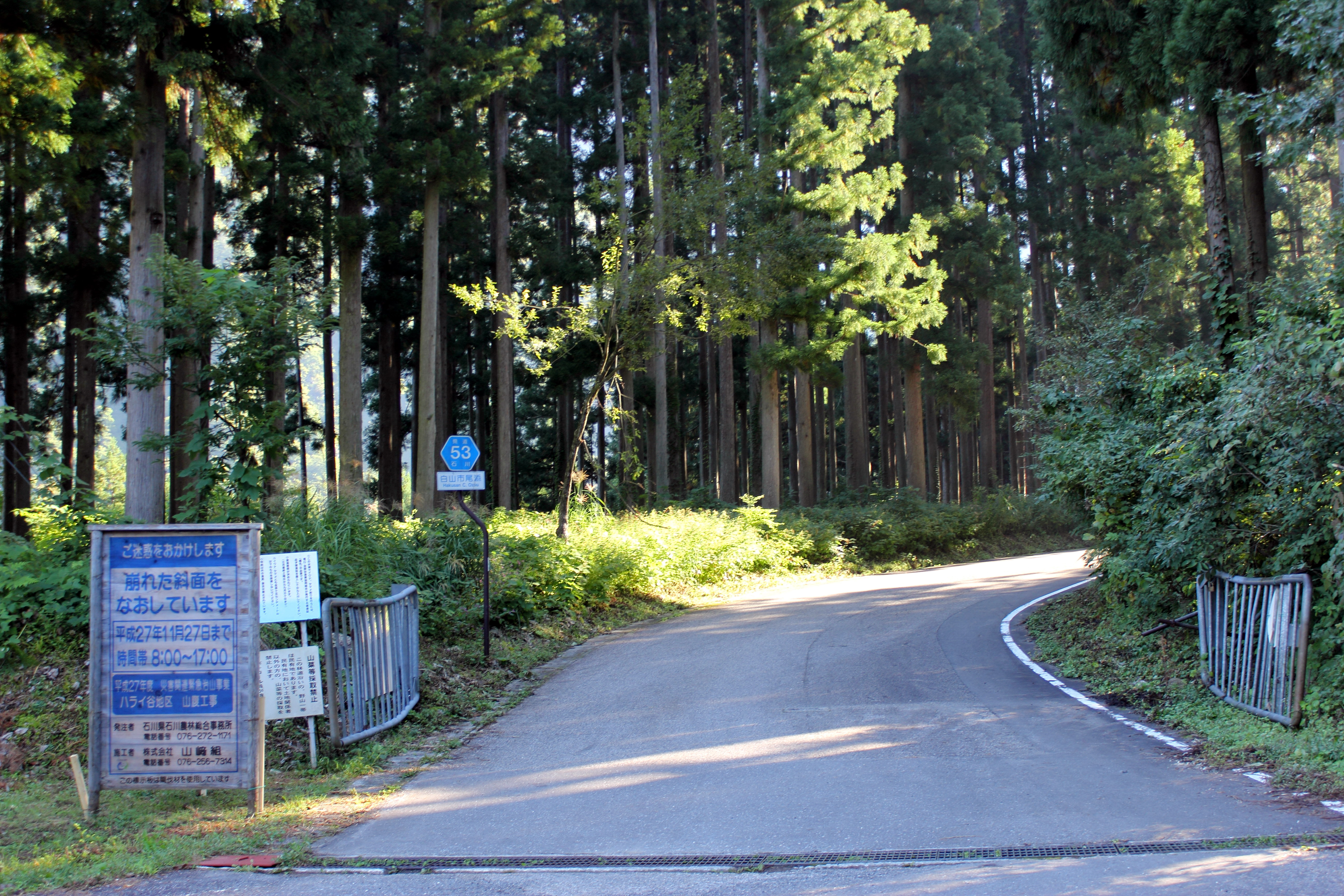
石川県道53号 尾添側入り口

## 歴史
かつては「尾添往来」と呼ばれた当県道は、大正初年に瀬戸から東荒谷までの馬車道が開通するまでは、人のみが通れる里道であり、歩荷による往来があった。
- 1924年（大正13年）：東荒谷から尾添までの車道が開通。
- 1936年（昭和11年）ごろ：尾添から三ツ又取入口までの車道が開通。
- 1950年（昭和25年）：三ツ又取入口から新岩間温泉までの区間を「岩間林道」として建設を始めるも、林野庁からの忠告を受けて建設が中断される。
- 1952年（昭和27年）：「岩間林道」の建設再開。
- 1957年（昭和32年）：「岩間林道」が新岩間温泉まで開通。
- 1960年（昭和35年）10月15日：石川郡尾口村（現在の白山市）尾添の岩間温泉（現在の起点）から同村瀬戸野の瀬戸野交差点までの区間を一般県道の「岩間瀬戸野線」として路線認定。
- 1967年（昭和42年）：白山スーパー林道（現・白山白川郷ホワイトロード）の建設開始。沿道の尾添住民が当県道の改修を陳情する。
- 1968年（昭和43年）：新岩間温泉から岩間温泉までの区間の車道を建設開始。
- 1976年（昭和51年）12月3日：白山一里野温泉スキー場オープン。冬季の往来を容易にするために雪崩防止の改修工事を行い、冬期間閉鎖されていた東荒谷から尾添までの区間の通年通行が可能となった。
- 1977年（昭和52年）8月26日：白山スーパー林道が開通。同時に、当県道と接続。
- 1993年（平成5年）
  - 4月1日：石川郡尾口村尾添・白山スーパー林道入口 - 同村瀬戸野・瀬戸野交差点の区間を前年4月3日の政令に伴い一般国道に昇格して一般国道360号との重複区間となる。
  - 5月11日 建設省（現・国土交通省）から、一般県道岩間瀬戸野線の一部が岩間一里野線として主要地方道に指定される[2]。
- 1994年（平成6年）4月1日 ：石川県が一般県道岩間瀬戸野線を廃止し、主要県道53号岩間一里野線を認定。

## 地理

### 通過する自治体
- 白山市

### 交差する道路

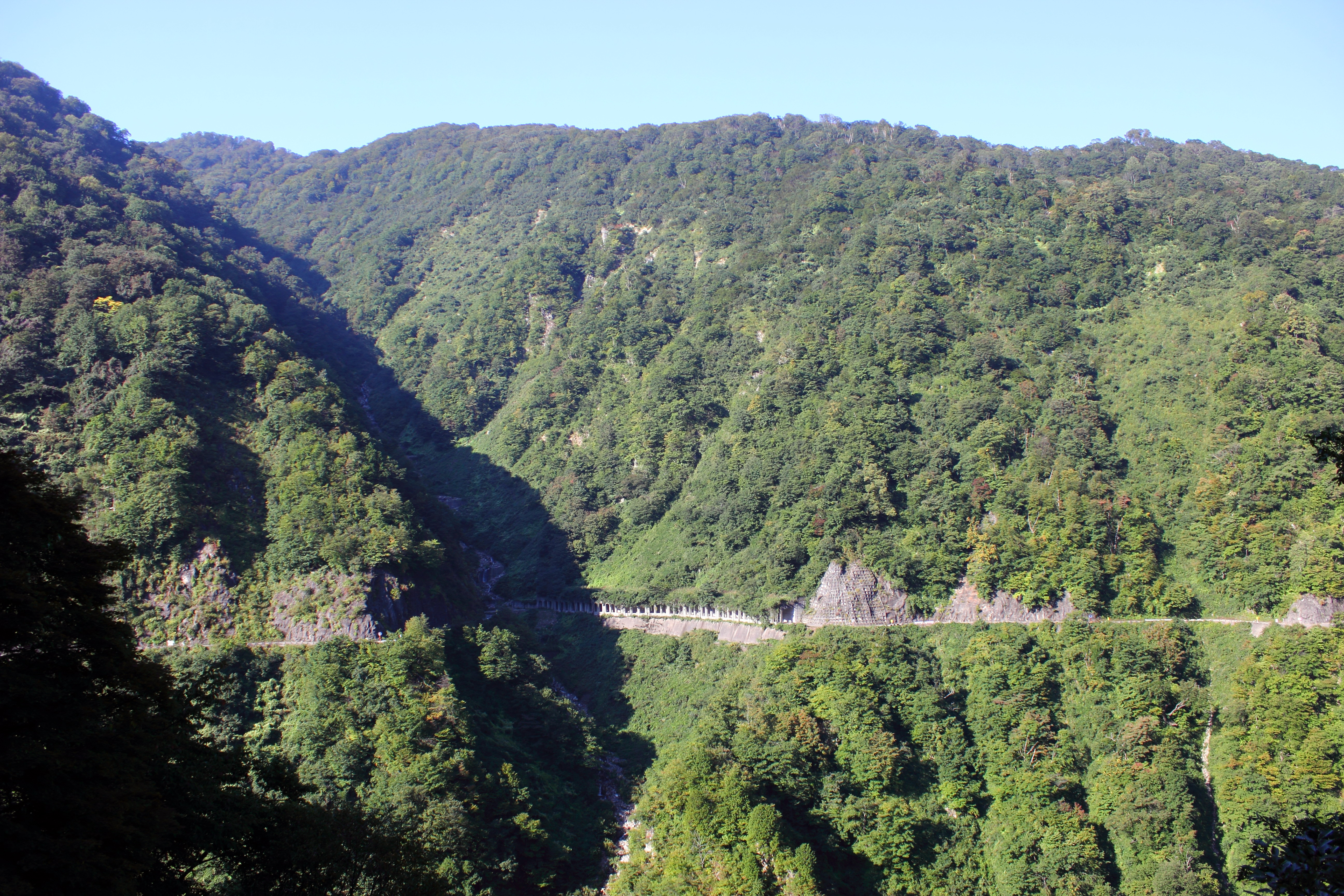
石川県道53号 トラバース風景

- 国道360号・白山白川郷ホワイトロード（白山市尾添、終点）

### 沿線にある施設など
- 白山
- 岩間の噴泉塔群（国指定特別天然記念物）
- 岩間温泉
- 岩間ヒュッテ
- 霞滝
- 新岩間温泉
- 北陸電力 三ツ又第一発電所